# Blanco (apellido)

Escudo del apellido Blanco.

Blanco es un apellido de origen español. Personas con el apellido Blanco tuvieron radicación, entre otros lugares, en el noroeste peninsular.

## Origen
El apellido procede del adjetivo español blanco haciendo referencia al color de la piel, pelo o barba. Por lo tanto, hubo diferentes casas solares no emparentadas entre sí.
Las casas más antiguas aparecieron en las montañas de León, cerca de la frontera con Asturias. Los registros más antiguos datan del siglo XIII en Ponferrada, extendiéndose posteriormente por diferentes zonas del norte de España, cuyas ramas pasaron después, con la conquista española de América, a Chile y Venezuela, donde destacan especialmente entre la población.
Los Blanco tuvieron casas ilustres en San Martín de Unx, en Navarra, y en Laluenga, en la provincia de Huesca.
También probaron su nobleza, en numerosas ocasiones, en las Reales Chancillerías de Valladolid y Granada, así como su ingreso en órdenes militares.

## Heráldica
Escudo partido: 1° de gules, con un castillo de plata, aclarado de azur, y 2°, de sinople, con tres fajas de oro. Bordura de azur con ocho sotueres de plata.

## Popularidad
Este apellido se extendió por el noroeste peninsular (Galicia, Asturias, León, Zamora...) pasando también a América. En España, se estima que hay 244 905 personas (de primero y segundo) que comparten el apellido Blanco en el año 2023. Es el 31° más común de España (primer apellido).